# کوفاکتور (بیوشیمی)
هم‌عامل‌ها یا کوفاکتورها (به انگلیسی: cofactor) اجزای غیر پروتئینی برخی آنزیم‌ها هستند. برای این‌که برخی از آنزیم‌ها بتوانند نقش کاتالیزگری خود را ایفا کنند، به کوفاکتورها نیاز دارند. برخی از کوفاکتورها مولکول‌های غیرآلی هستند؛ مانند یون‌های آهن، روی، مس. و برخی دیگر مولکول‌های آلی هستند که گاهی ویتامین نامیده می‌شوند. به کوفاکتورهای آلی، کوآنزیم نیز گفته می‌شود.
از آنجا که کوفاکتور نقش کاتالیزگری دارد، هنگام واکنش‌های زیستی مصرف نمی‌شود.

## کوفاکتورها به سه دسته تقسیم می‌شوند

### گروه پروستتیک
گروه یا ریشهٔ پروستتیک در بیوشیمی به ساختاری می‌گویند که با اتصال‌های محکم، به یک پروتئین متصل می‌شود. برای مثال گروه «هِم» (به انگلیسی: Heme) در ساختار هموگلوبین یک ریشهٔ پروستتیک است.
گروه یا ریشهٔ پروستتیک می‌تواند نقش‌های عملکردی پروتئین را بر عهده بگیرد. برای مثال، گروه پروستتیک «هِم» در پروتئین هموگلوبین نقش اصلی را در اتصال به اکسیژن دارد. گروه‌های پروستتیک می‌توانند شامل فلز، قند، اسید نوکلئیک، چربی و فسفر نیز باشند.

### کوآنزیم‌ها (coenzymes)
ترکیباتی آلی هستند که با اتصالات قوی (در مواقعی کووالانسی) به قسمت پروتئینی آنزیم متصل‌اند.
کوآنزیم‌ها مولکول‌های غیرپروتئینی و آلی و از اجزای برخی آنزیم‌ها هستند. آن‌ها شامل ویتامین‌های فسفوریله‌شدهٔ محلول در آب و برخی مولکول‌های غیرویتامینی و آلی دیگر مانند هِم (در هموگلوبین و میوگلوبین) هستند.
به آنزیم بدون کوآنزیم، آپوآنزیم گفته می‌شود و هنگامی که کوآنزیم وارد ساختار آنزیم می‌شود، آنزیم کامل، هالوآنزیم نامیده می‌شود.

### اکتیویتورها (Activators)
یون‌های فلزی هستند که با اتصالات ضعیفی به قسمت پروتئینی آنزیم متصل‌اند و برای فعالیت تعدادی از آنزیم‌ها وجود آن‌ها ضروری است.